# Марианна Дэшвуд
Мариа́нна Дэ́швуд, в зам. Брэндон (англ. Marianne Dashwood) — одна из главных героинь романа Джейн Остин «Разум и чувства».
В романе писательница анализирует диссонанс между разумом и чувствами. В этой дисгармонии старшая Элинор представляет собой сдержанную, практичную и чуткую молодую девушку, в отличие от средней сестры Марианны, олицетворяющей чувство.

## Характеристика
Марианна спонтанна, чрезмерно впечатлительна и романтична. Сильнее всех переживает разрыв с Норлэнд-парком.
«Она была умна, но впечатлительна и отличалась большой пылкостью: ни в печалях, ни в радостях она не знала меры. Она была великодушна, мила, загадочна — всё что угодно, но только не благоразумна… Марианна не уступала сестре в миловидности и даже превосходила её. Может быть, сложена она была не столь гармонично, но более высокий рост лишь придавал её осанке известную величавость, а лицо было таким чарующим, что называвшие её красавицей меньше уклонялись от истины, чем это обычно при светских похвалах. Прозрачная смуглость кожи не умаляла яркости румянца, все черты обворожали, улыбка пленяла, а тёмные глаза искрились такой живостью и одушевлением, что невольно восхищали всех, кто встречал их взор.»
Спасаясь от дождя с Маргарет, девушка повреждает щиколотку. На выручку ей пришёл мистер Уиллоуби, он подхватил Марианну на руки и бережно донёс до Бартон коттеджа. С тех пор молодые люди не расстаются. Оба безбашенны, импульсивны, слишком открыты на людях и совсем не внимают правилам хорошего тона. Всё это приводит к слухам о помолвке. Однако, это не так.
При встрече в Лондоне Джон холодно и нехотя приветствует её — ведь всего в двух шагах от него находится состоятельная невеста мисс Грей. Марианна страдает и размышляет над своим поведением. Девушка намерена вести себя подобно Элинор.
Ненавидит притворство и старается свести общение с такими людьми и даже их знакомыми до нуля. (В отличие от Элинор может быть резка.) Именно поэтому игнорирует влюблённого в неё полковника Брэндона, сводного брата с женой, миссис Дженнингс, леди и сэра Миддлтонов и пр. Все печали и радости сразу видны на её милом личике. Марианна не скрывает эмоции.

## Образ в кино и на телевидении

### Кино
| Год  | Актриса      | Роль            | Фильм           | Примечание                                               |
| ---- | ------------ | --------------- | --------------- | -------------------------------------------------------- |
| 1995 | Кейт Уинслет | Марианна Дэшвуд | Разум и чувства |                                                          |
| 2000 | Айшвария Рай | Минакши         | Разум и чувства | Адаптация в стиле Болливуда                              |
| 2011 | Алекса Вега  | Мэри Домингес   | Prada и чувства | Современная латиноамериканизированная экранизация романа |

### Телесериалы
| Год  | Актриса         | Роль            | Телесериал / ТВ-шоу |
| ---- | --------------- | --------------- | ------------------- |
| 1950 | Клорис Личмен   | Марианна Дэшвуд | Разум и чувства     |
| 1971 | Киаран Мэдден   | Марианна Дэшвуд | Разум и чувства     |
| 1981 | Трейси Чайлдс   | Марианна Дэшвуд | Разум и чувства     |
| 2008 | Чарити Уэйкфилд | Марианна Дэшвуд | Разум и чувства     |